# Wendy Maitland
Pour les articles homonymes, voir Maitland.
Wendy Maitland, connue aussi sous le nom de Wendy Maitland Jones, née le 19 décembre 1975 à Newcastle upon Tyne est une joueuse professionnelle de squash représentant l'Écosse. Elle atteint en juin 2003 la 25e place mondiale sur le circuit international, son meilleur classement. Elle est championne d'Écosse à deux reprises en 2002 et 2003.

## Palmarès

### Titres
- Championnats d'Écosse : 2 titres (2002, 2003)

### Finales
- Championnats d'Europe par équipes : 2002